# 6163-as busz
A 6163-as jelzésű autóbuszvonal regionális autóbuszjárat Marcali és Nagykanizsa között, melyet a MÁV Személyszállítási Zrt. üzemeltet.

## Közlekedése
A járat Marcalit és Nagykanizsát köti össze. Útvonalának hossza 73,3 km, menetideje 1 óra 40 perc. Tanév tartama alatt szabad- és munkaszüneti napokon egy járatpár szállítja az utasokat.

## Megállóhelyei
| 0  | Marcali, autóbusz-állomás végállomás     | 29 | 1177, 1569, 1673, 1725 5690, 5976, 5986, 6042, 6101, 6103, 6160, 6161, 6162, 6170, 6175, 6176, 6180, 6185, 6186, 6188 |
| 1  | Marcali, Kossuth Lajos utca              | 28 | 1569 5976, 6042, 6103, 6160, 6161, 6162 |
| 2  | Marcali, Rendőrség                       | 27 | 1569 5976, 6042, 6103, 6160, 6161, 6162 |
| 3  | Marcali, Gomba                           | 26 | 1569 5976, 6042, 6103, 6160, 6161, 6162 |
| 4  | Marcali, Kinizsi utca                    | 25 | 5976, 6042, 6103, 6160, 6161, 6162 |
| 5  | Marcali, Lókpuszta                       | 24 | 5976, 6042, 6103, 6160, 6161, 6162 |
| 6  | Kéthely, Somogyszentpáli elágazás        | 23 | 5976, 6042, 6103, 6160, 6161, 6162 |
| 7  | Kéthely, alsó                            | 22 | 5976, 6042, 6103, 6160, 6161, 6162 |
| 8  | Kéthely, községháza                      | 21 | 1569, 1673 5976, 6042, 6103, 6160, 6161, 6162 |
| 9  | Kéthely, felső                           | 20 | 5976, 6042, 6103, 6160, 6162 |
| 10 | Balatonújlak, posta                      | 19 | 1569, 1673 5976, 6042, 6103, 6160, 6162 |
| 11 | Balatonkeresztúr, alsó                   | 18 | 5976, 6042, 6103, 6160, 6162 |
| 12 | Balatonkeresztúr, iskola                 | 17 | 1569, 1665, 1673 5976, 6042, 6103, 6160, 6162 |
| 13 | Balatonmáriafürdő, vasútállomás          | 16 | 1569, 1578, 1673 5905, 5976, 6042, 6103, 6160, 6162 személyvonat, sebesvonat, Fenyves expresszvonat, Déli<-parti InterRégió, Déli->parti InterRégió, Helikon InterRégió, Balaton InterCity, Tópart InterCity, Agram-Tópart nemzetközi InterCity                                                                                              |
| 14 | Balatonberény, vasútállomás              | 15 | 1578, 1665 5976, 6103, 6162 személyvonat, sebesvonat, Fenyves expresszvonat, Déli<-parti InterRégió, Déli->parti InterRégió, Helikon InterRégió, Balaton InterCity |
| 15 | Balatonszentgyörgy, Berzsenyi utca 57.   | 14 | 1187, 1194, 1499, 1569 6103, 6162 |
| 16 | Balatonszentgyörgy, vasútállomás         | 13 | 6162, 6184, 6192, 6193 személyvonat, sebesvonat, Fenyves expresszvonat, Déli<-parti InterRégió, Déli->parti InterRégió, Helikon InterRégió, Balaton InterCity, Tópart InterCity, Adria nemzetközi InterCity, Agram-Tópart nemzetközi InterCity                                                                                               |
| 17 | Tikos, bejárati út                       | 12 | 6192, 6193 |
| 18 | Sávoly, 7-es számú út                    | 11 | 6192, 6193 |
| 19 | Szőkedencs, 7-es számú út                | 10 | |
| 20 | Zalakomár (Kiskomárom), kultúrház        | 9  | 1183 6186, 6188, 6405, 6415 |
| 21 | Zalakaros, újmajori elágazás             | 8  | 6186, 6188, 6405, 6415, 6420 |
| 22 | Zalakaros, autóbusz-állomás              | 7  | 1183, 1735, 1736, 1794 6186, 6396, 6405, 6415, 6420 |
| 23 | Zalakaros, fedett fürdő                  | 6  | 1183, 1735, 1736, 1794 6396, 6405, 6415, 6420 |
| 24 | Galambok, Ady utca 92.                   | 5  | 1794 6405, 6415, 6420 |
| 25 | Galambok, posta                          | 4  | 1794 6405, 6415, 6420 |
| 26 | Galambok, vendéglő                       | 3  | 1183, 1735, 1736, 1794 6396, 6405, 6415, 6420 |
| 27 | Nagykanizsa, Fortuna                     | 2  | 5, 5Y, 7, 7Y, 16, 16A, 16Y 1183, 1184, 1735, 1736, 1794 6396, 6403, 6405, 6415 |
| 28 | Nagykanizsa, Eötvös tér                  | 1  | 4, 4Y, 6, 6A, 6Y, 9, 9Y, 10, 10A, 10Y, 16, 16A, 16Y 1735, 1736, 1794 5686, 5687, 5688, 5972, 6122, 6396, 6403, 6405, 6415, 6420, 6421, 6429 |
| 29 | Nagykanizsa, autóbusz-állomás végállomás | 0  | 2, 4A, 4Y, 5, 5Y, 7, 7Y, 8, 8Y, 9, 9Y, 10, 10A, 10Y, 16, 16A, 16Y, 18, 18Y, 24, 28 1183, 1184, 1503, 1562, 1641, 1642, 1666, 1667, 1668, 1726, 1735, 1736, 1794 5686, 5687, 5688, 5972, 6122, 6138, 6245, 6246, 6396, 6401, 6403, 6405, 6415, 6420, 6421, 6425, 6428, 6429, 6435, 6440, 6445, 6446, 6454, 6456, 6458, 6462, 6465, 6470, 6472 |